# Virgin Gorda
Virgin Gorda ist mit einer Fläche von annähernd 22 km² die nach Tortola und Anegada drittgrößte der Britischen Jungferninseln (englisch British Virgin Islands, BVI). Nach dem Zensus von 2010 hat die Insel 3930 Einwohner. Hauptort mit etwa 1000 Einwohnern (2006) ist Spanish Town. Höchster Punkt der Insel ist der Gorda Peak mit einer Höhe von 418 m.
Christoph Columbus nannte die Insel „Die dicke Jungfrau“, weil ihre Silhouette einer rundlichen Frau, die auf dem Rücken liegt, ähnelt.
Schwimmen und Schnorcheln sowie neuerdings Bouldern sind die Hauptattraktionen des Tourismus. Ein Anziehungspunkt für die Besucher sind die ungewöhnlichen geologischen Formationen im Südwesten, bekannt als The Baths. Dort bilden gewaltige Granitblöcke zum Meer hin offene Grotten.
Virgin Gorda ist ein beliebter Anlaufpunkt für Segler, daher gibt es hier mehrere Yachthäfen. Im Nordosten der Insel befindet sich der Yachthafen Bitter End Yacht Club Marina mit 70 Moorings. Der Gorda Yacht Harbor in Spanish Town befindet sich an der Westküste. Hier können Yachten mit einer Länge von bis zu 49 Metern und einem Tiefgang von bis zu 3 Metern anlegen. Des Weiteren befindet sich hier eine Bootswerft für Reparatur- und Wartungsarbeiten.
Von Bedeutung sind auch die Ruinen des alten Kupferbergwerks, das in der Mitte des 19. Jahrhunderts im Südosten der Insel mit Hilfe von Bergleuten aus Cornwall betrieben wurde.
Östlich von Spanish Town befindet sich ein kleiner Flugplatz.

## Galerie

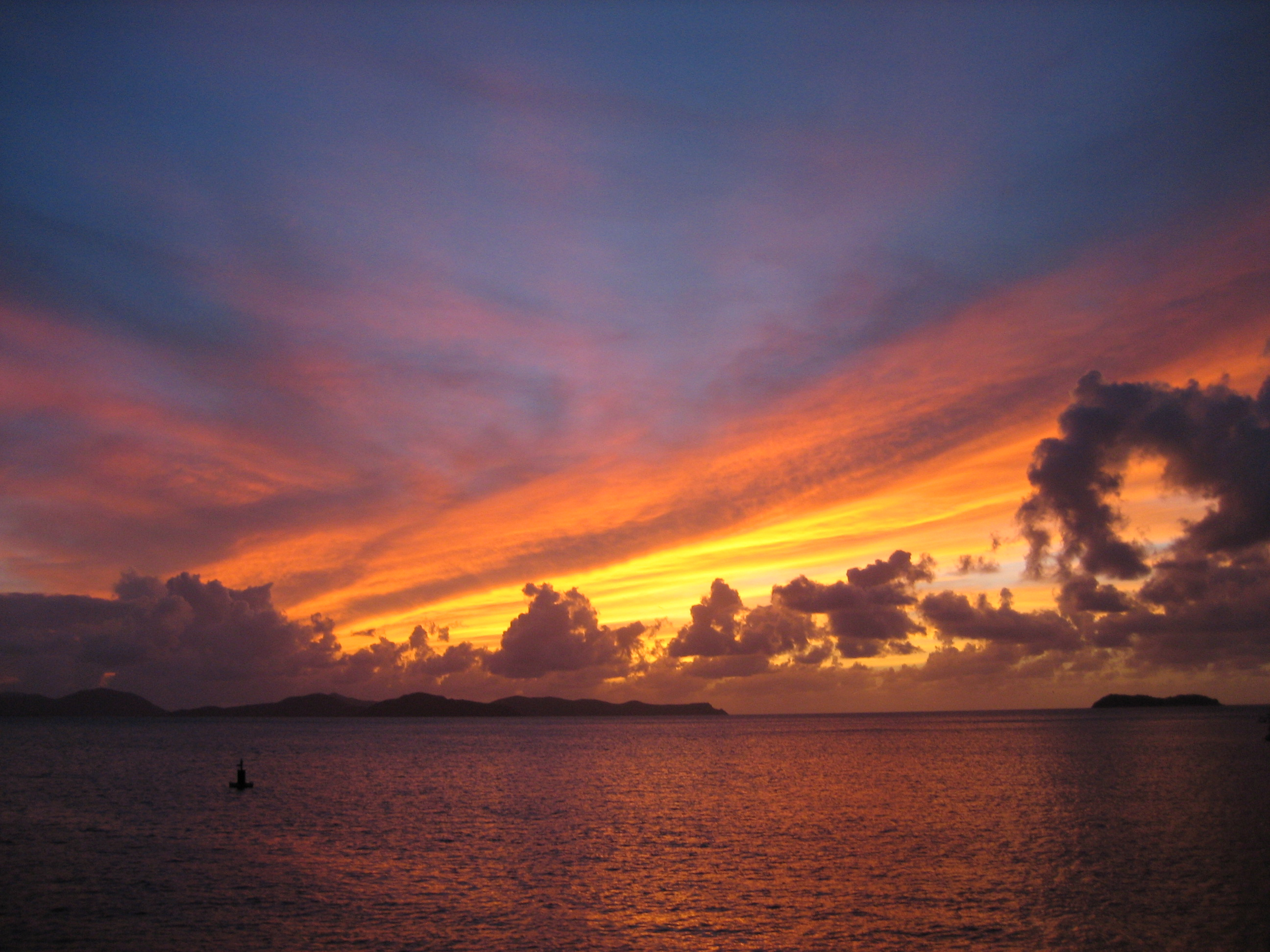
Impression
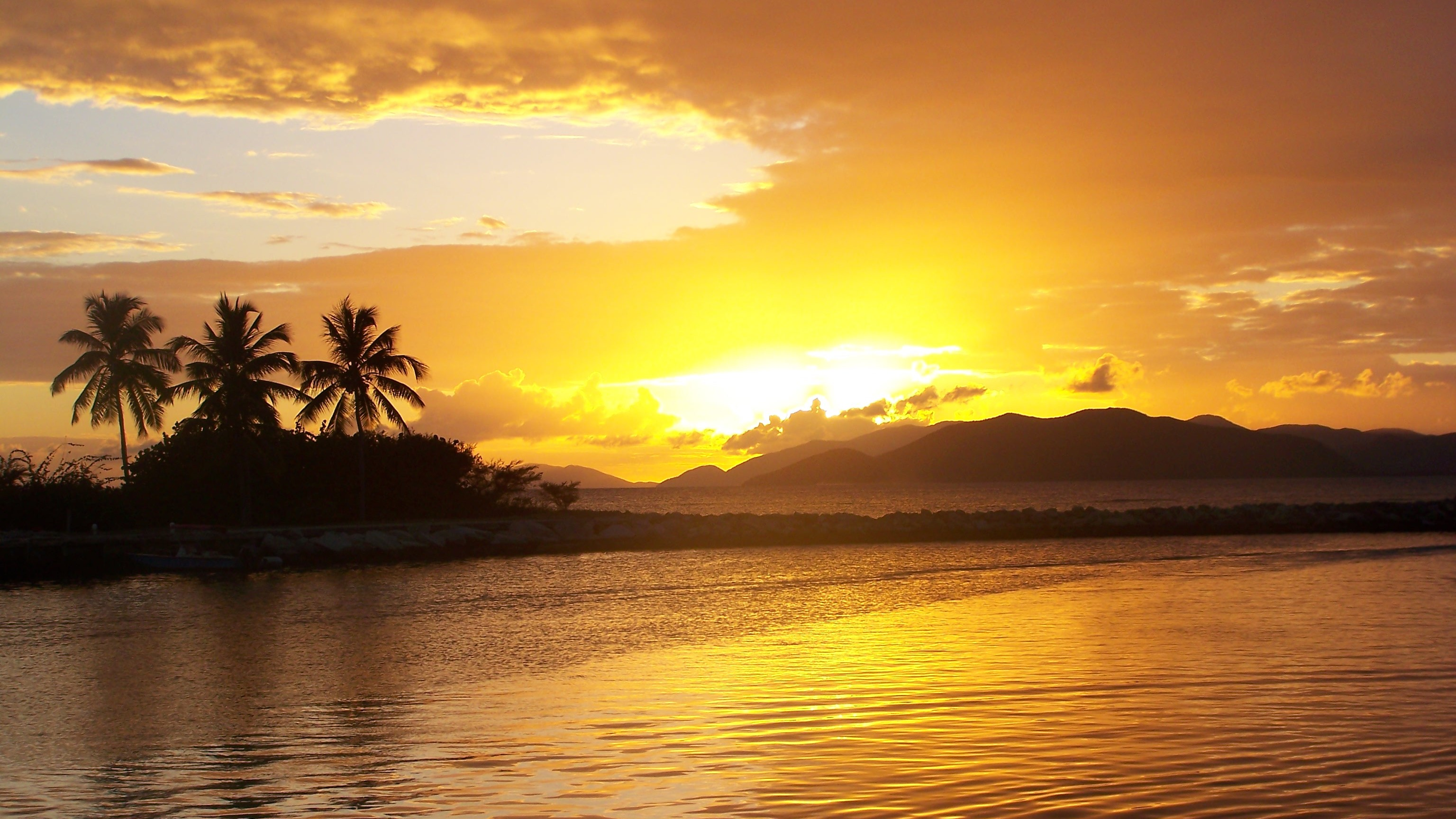
Sonnenuntergang
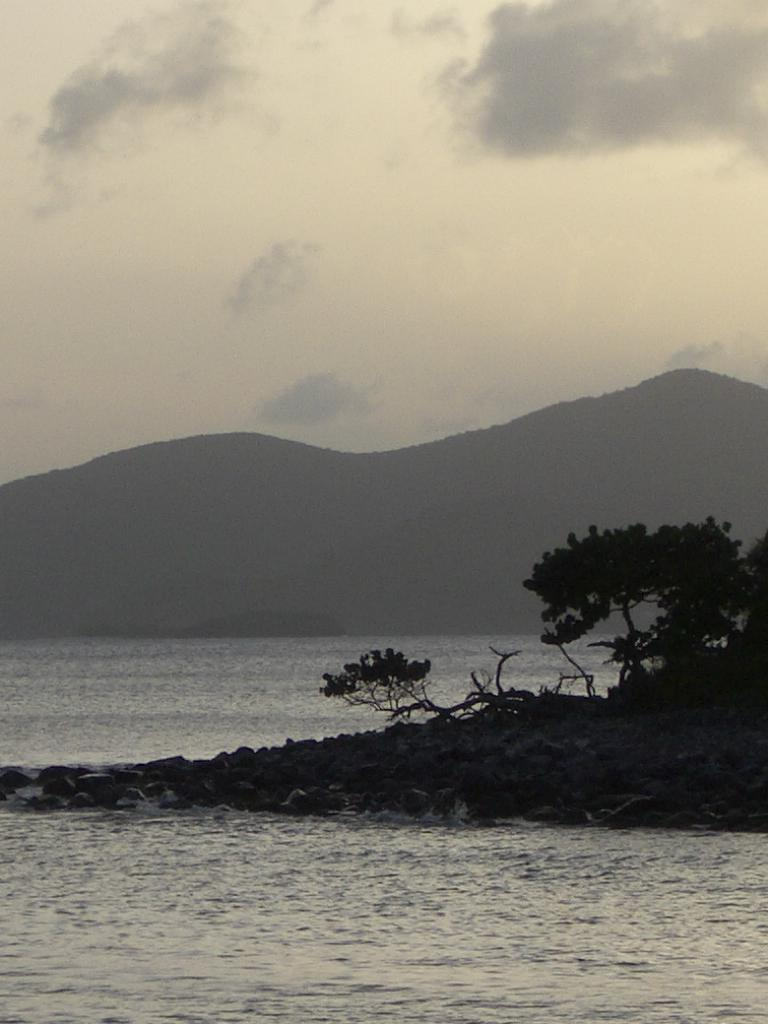
Mangrovenstrand